# まさ&たま 昭和復刻ブラザーズ
『まさ&たま 昭和復刻ブラザーズ』（まさアンドたま しょうわふっこくブラザーズ）は、RKB毎日放送（RKBラジオ）にて2024年11月2日から2025年3月22日で放送されたラジオ番組。

## 番組概要
2025年が「昭和100年」にあたることを記念し、昭和をリアルタイムで生きた「昭和を愛し、昭和に愛された男」茅野正昌（RKBシニアエキスパート）と、「平成生まれの昭和男」という異名を持つ若手の冨士原圭希（RKBアナウンサー）が、親子ほど年齢が離れていながらも兄弟のように息の合った掛け合いで昭和の魅力を令和の現代に蘇らせるトーク＆音楽ショー。
トークでは当時のテレビやアイドル、流行した玩具や文化、そして昭和を象徴する事件など多岐にわたるテーマを取り上げ、音楽では往年の人気音楽番組『RKBベスト歌謡50』のランキングに基づいた懐かしの昭和ヒット曲を紹介。昭和世代には共感を、平成・令和世代には新鮮な驚きを届ける。
さらに、冨土原が企画・脚本・演出・編集を務めた昭和特撮風ラジオドラマ『空想労働シリーズ サラリーマン』も番組内で再放送する昭和エンターテイメント満載の1時間。
ナイターオフ編成番組で、別枠でレギュラーに昇格することなく2025年3月22日に番組終了となった。

## 放送時間
- 毎週土曜日 16:00 - 17:00（2024年11月2日 - 2025年3月22日）

## パーソナリティ
- 茅野正昌（RKBシニアエキスパート） - 番組内での呼称は「まさのアニキ」[ep 1]。
- 冨士原圭希（RKBアナウンサー） - 番組内での呼称は「たまの弟」[ep 1]。

## 番組構成
以下の構成に沿て番組が進行する。
- 16:00 - まさ&たまによるオープニングトーク
- 16:04ごろ - オープニングナレーション[注 2]→タイトルコール
- 16:05ごろ - まさ&たまによるオープニングのフリートーク[注 3]
- 16:10ごろ - 『RKBベスト歌謡50』のランキングに基づいた懐かしの昭和ヒット曲の紹介[注 4]（CM1へ）
- 16:15ごろ - まさ&たまによる昭和トーク[注 5]（CM1明け）
- 16:30ごろ - ガチャガチャを用いて『RKBベスト歌謡50』のランキングから選曲[注 6]された昭和ヒット曲の紹介[注 7]（CM2へ）
- 16:40ごろ - まさ&たまによる昭和特撮トークと曲紹介（CM2明け→CM3へ）
  - 放送開始から2025年2月8日まで、この時間帯にラジオドラマ『空想労働シリーズ サラリーマン 』が再放送された。
- 16:55ごろ - まさ&たまによるエンディングトーク（CM3明け）

## 番組に出演した芸能人
- 松平健 - 2025年1月に博多座で公演される舞台「暴れん坊将軍」のPRで冨士原からのインタビュー（収録）に出演[ep 5][注 8]。

## BGM
- オープニング・エンディングテーマ - 植木等「だまって俺について来い」

## 番組に関するトラブル
番組内のラジオドラマ『空想労働シリーズ サラリーマン 』の再放送で、2025年2月1日放送分でシーズン2第5話の放送がアナウンスされるが、シーズン2第7話が放送され、翌週2月8日ではシーズン2第6話の放送がアナウンスされるが、シーズン2第8話（最終話）が放送される放送ミスが2週続けて発生した。ドラマの終了直後に冨士原が内容について言及するが、放送された話数に合致しない、放送をアナウンスした話数に合致するコメントをしている。
2月15日放送分では、茅野がラジオドラマの再放送が終了したことに言及しつつ、これまでラジオドラマが放送されていた時間帯は昭和の特撮番組についてのトークや楽曲を流す構成に変更されたが、特に上記の放送ミスに対するコメントはされていない。

## 新春特番
『昭和100年だヨ！全員集合 昭和復刻ブラザーズ』（しょうわ100年だヨ ぜんいんしゅうごう しょうわふっこくブラザーズ）のタイトルで2025年1月2日の12時 - 17時25分に新春特番が放送された。茅野が福岡市営地下鉄を使い、冨士原によりガチャガチャで選ばれた駅に向かいミッションを達成する中継企画「鉄道旅」、俳優・松平健、仮面ライダーの初代スーツアクターで殺陣師の岡田勝、映画「侍タイムスリッパー」監督の安田淳一へのインタビュー企画（収録）や、ラジオドラマ『空想労働シリーズ サラリーマン』の正月特別篇「あけましてサラリーマン」（2024年1月2日放送）の再放送、『RKBベスト歌謡50』からの昭和歌謡や、昭和特撮・アニメ番組の曲紹介等の本放送時のコーナーも放送された。